# Club Balonmano Pozoblanco
El Club Balonmano Pozoblanco es un club de la localidad de Pozoblanco, de la provincia de Córdoba que actualmente milita en la Primera Andaluza.